# NGC 6313
NGC 6313 is een spiraalvormig sterrenstelsel in het sterrenbeeld Hercules. Het hemelobject werd op 21 april 1887 ontdekt door de Amerikaanse astronoom Lewis A. Swift.

## Synoniemen
- UGC 10742
- MCG 8-31-25
- ZWG 252.22
- IRAS 17090+4823
- PGC 59739